# Die Büffelranch

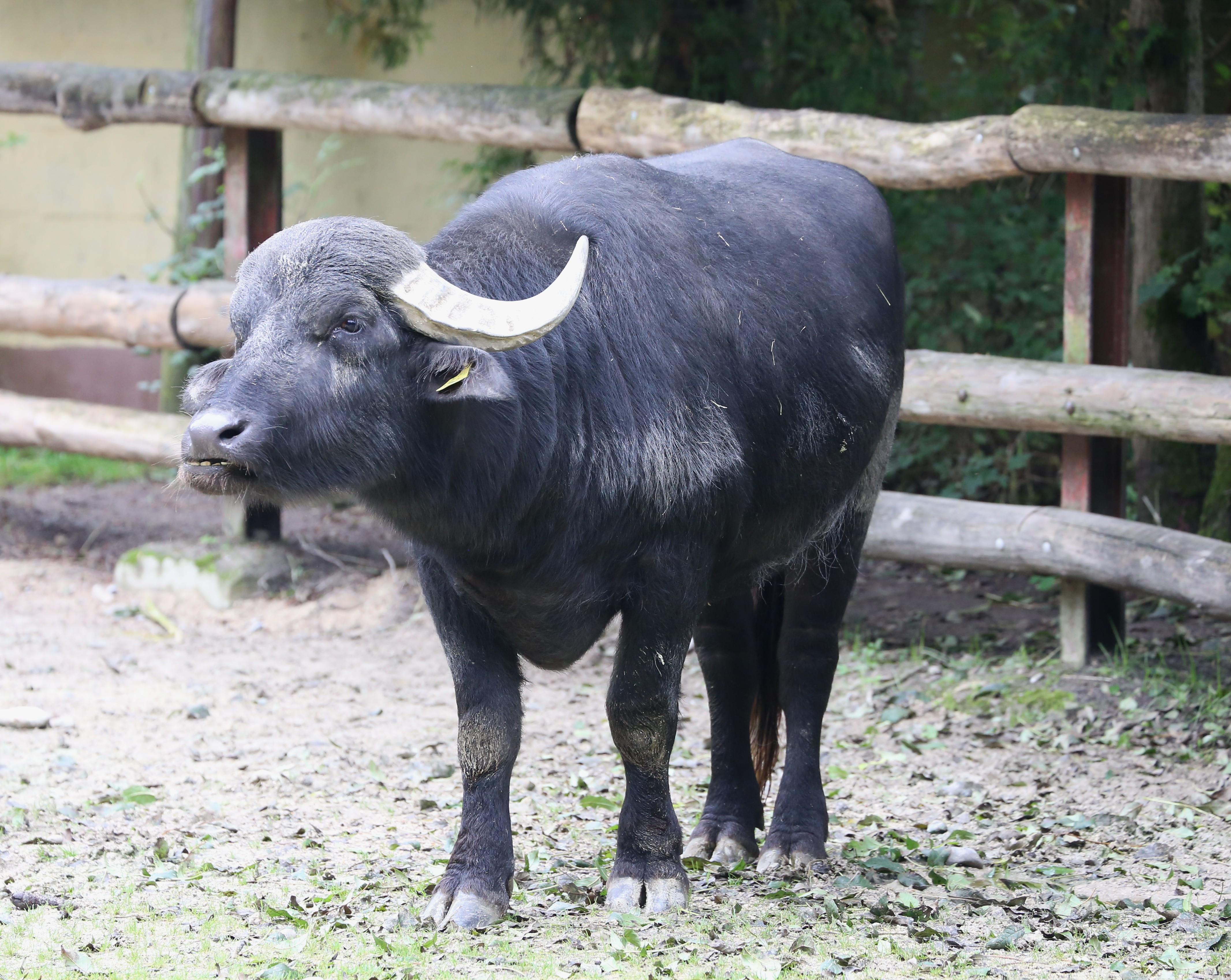
Wasserbüffel

Die Büffelranch ist eine deutsche Doku-Soap, die von der Fernsehproduktionsfirma Doclights produziert und von 2012 bis 2016 auf ZDFinfo und im ZDF ausgestrahlt wurde. In den jeweils 45-minütigen Folgen wird der Alltag auf Bauernhöfen gezeigt, auf denen Wasserbüffel gehalten werden.

## Staffel 1
Die erste, fünf Folgen umfassende Staffel wurde auf dem  Biohof Eilte der Familien Helberg und Bullmann im niedersächsischen Eilte gedreht. Dort werden etwa 40 Wasserbüffel gehalten, aus deren Milch Käse, überwiegend Mozzarella, gemacht wird. Daneben wird auf dem Hof Gemüse angebaut.
Die ersten drei Folgen wurden am Heiligabend und am ersten Weihnachtstag 2012 auf ZDFinfo erstmals ausgestrahlt, die letzten beiden Folgen am 23. und 30. Juni 2013 im ZDF.
| Nr. (ges.) | Nr. (St.) | Originaltitel                       | Erstausstrahlung D |
| ---------- | --------- | ----------------------------------- | ------------------ |
| 1          | 1         | Praktikum in Gummistiefeln          | 24. Dez. 2012      |
| 2          | 2         | Kleine Wunder, große Pläne          | 25. Dez. 2012      |
| 3          | 3         | Milch, Mist und Mozzarella          | 25. Dez. 2012      |
| 4          | 4         | Büffel auf Achse                    | 23. Juni 2013      |
| 5          | 5         | Bio-Boom und die nächste Generation | 30. Juni 2013      |

## Staffel 2
Die zweite Staffel wurde von 15. September bis 27. Oktober 2013 im ZDF gezeigt. Auch diese acht Folgen zeigen den Alltag auf dem Biohof Eilte.
| Nr. (ges.) | Nr. (St.) | Originaltitel                                         | Erstausstrahlung D |
| ---------- | --------- | ----------------------------------------------------- | ------------------ |
| 6          | 1         | Büffel Artur macht Sommerferien                       | 15. Sep. 2013      |
| 7          | 2         | Kälbchenzeit und Käseglück                            | 22. Sep. 2013      |
| 8          | 3         | Der Büffelvirus geht um                               | 29. Sep. 2013      |
| 9          | 4         | Von Heckenschützen und Büffelstars                    | 6. Okt. 2013       |
| 10         | 5         | Büffel on tour                                        | 13. Okt. 2013      |
| 11         | 6         | Hollywood im Kuhstall                                 | 20. Okt. 2013      |
| 12         | 7         | Schwarz, rot, bunt – Herbst auf Eilte                 | 27. Okt. 2013      |
| 13         | 8         | Grüße von Artur – ein Wasserbüffel in Norddeutschland | 27. Okt. 2013      |

## Staffel 3

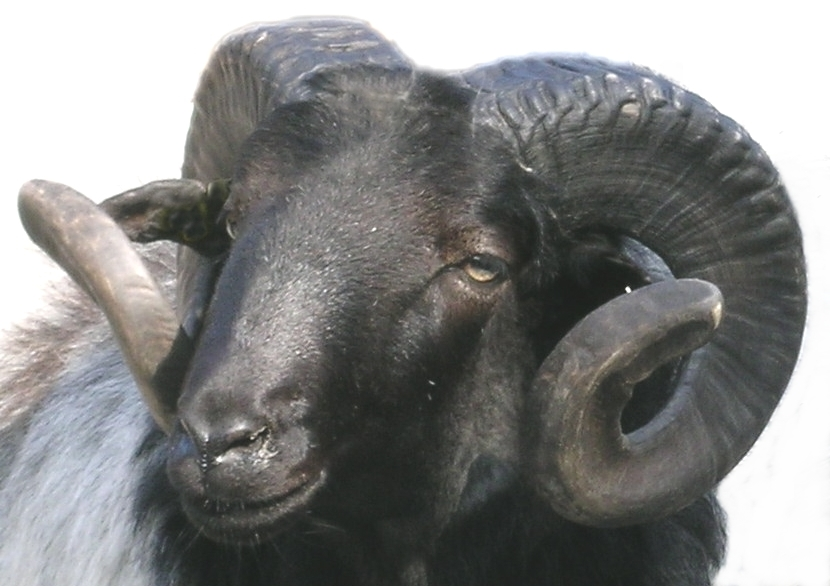
Heidschnucke

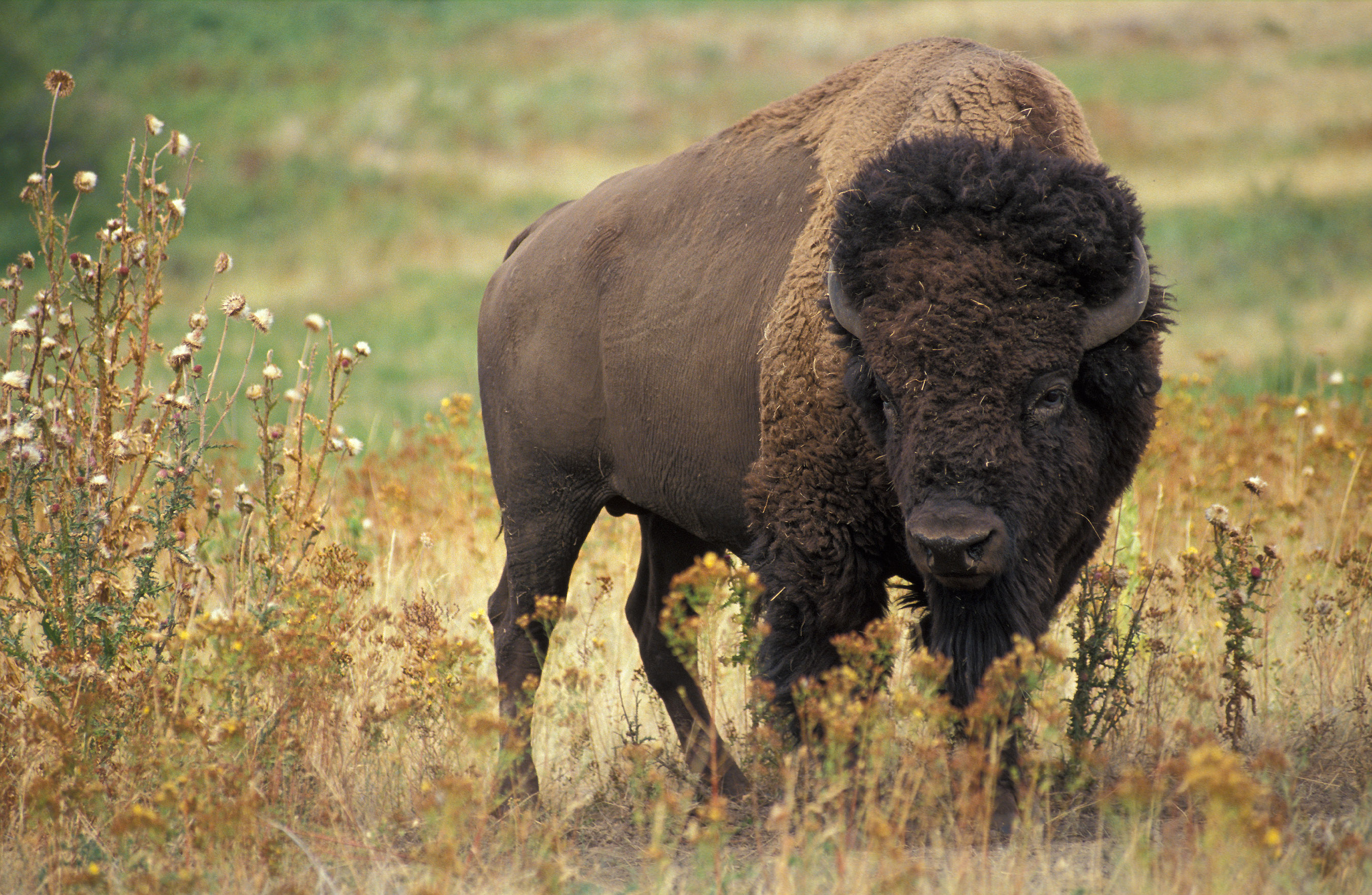
Amerikanischer Bison

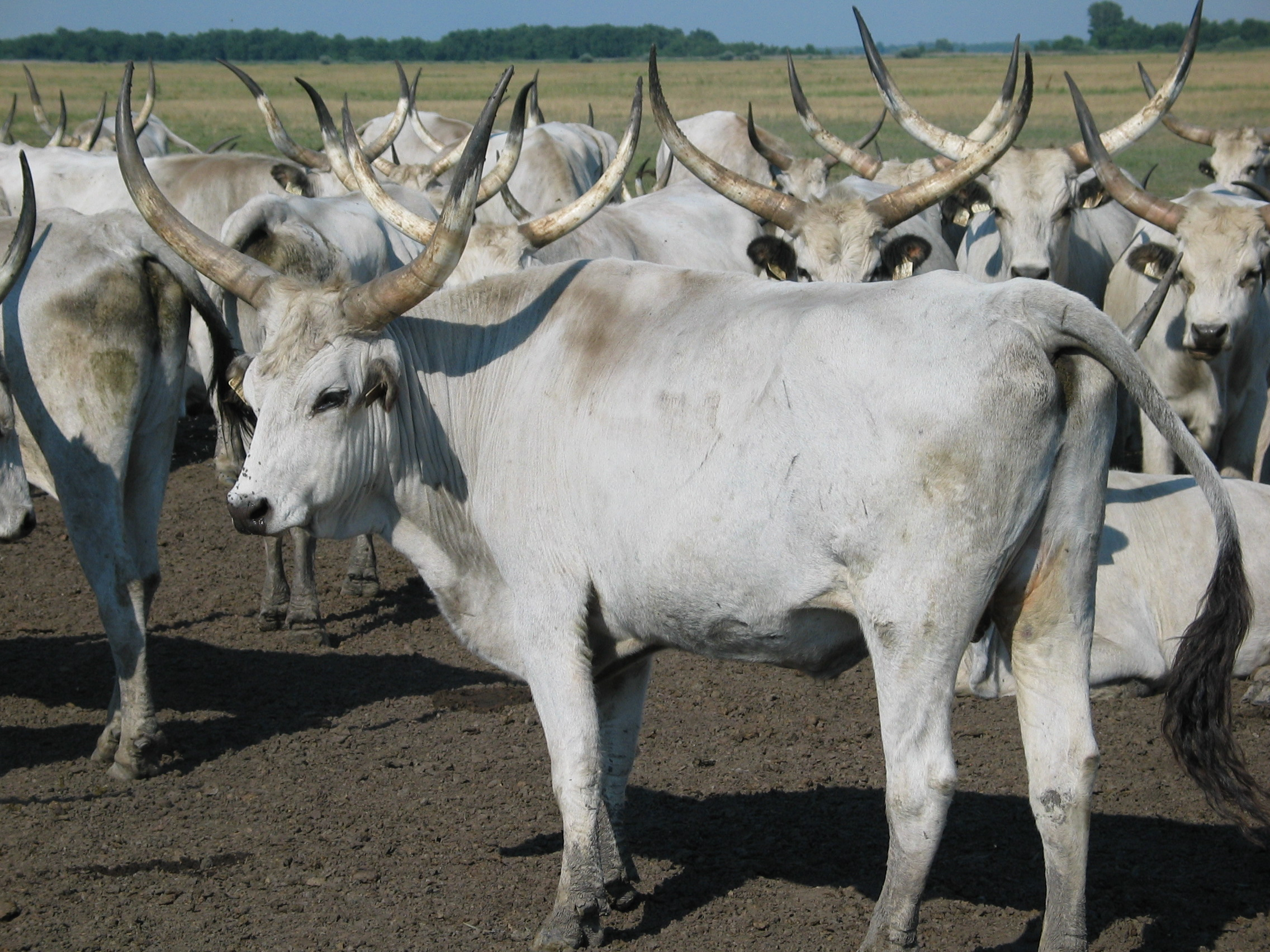
Ungarische Steppenrinder

Die dritte Staffel lief seit dem 10. August 2014 im ZDF. Gezeigt wurden dieses Mal Episoden auf dem Büffelhof Heerdes in Masel, dem Naturerlebnishof der Familie Demmerle/Peters in Hausen im Wipfratal, dem Hof der Familie Steinwand in Dürrenmettstetten, dem Hof Schwarzes Moor in Balge, wo Heidi und Stephan Hamann eine Heidschnucken-Schäferei betreiben, sowie dem Hof von Henning Bauck in Bad Bodenteich, der neben Wasserbüffeln auch Amerikanische Bisons, Ungarische Steppenrinder und Zwergzebus hält.
| Nr. (ges.) | Nr. (St.) | Originaltitel                         | Erstausstrahlung D |
| ---------- | --------- | ------------------------------------- | ------------------ |
| 14         | 1         | Ein liebestoller Bulle kehrt heim     | 10. Aug. 2014      |
| 15         | 2         | Kälberboom und müde Knochen           | 17. Aug. 2014      |
| 16         | 3         | Ein Bauer auf Abwegen                 | 24. Aug. 2014      |
| 17         | 4         | Frühlingsgefühle im Büffelland        | 31. Aug. 2014      |
| 18         | 5         | Mobbing auf der Büffelweide           | 7. Sep. 2014       |
| 19         | 6         | Weideumtrieb mit Hindernissen         | 14. Sep. 2014      |
| 20         | 7         | Franziska alleine unter Büffeln       | 21. Sep. 2014      |
| 21         | 8         | Büffel, Bingo, Bohnen                 | 28. Sep. 2014      |
| 22         | 9         | Der Traum vom weißen Gold             | 5. Okt. 2014       |
| 23         | 10        | Safari mit Wasserbüffeln              | 12. Okt. 2014      |
| 24         | 11        | Wasserbüffel im Umzugsstress          | 19. Okt. 2014      |
| 25         | 12        | Partystress im Büffelland             | 26. Okt. 2014      |
| 26         | 13        | Zwei Büffeldamen erobern den Laufsteg | 2. Nov. 2014       |
| 27         | 14        | Wasserbüffel auf der Überholspur      | 9. Nov. 2014       |
| 28         | 15        | Goldener Herbst im Büffelland         | 23. Nov. 2014      |

## Staffel 4
Die vierte Staffel wurde seit dem 18. Januar 2015 im ZDF ausgestrahlt. Auch hier werden Episoden von den verschiedenen, bereits aus der dritten Staffel bekannten Höfen gezeigt.
| Nr. (ges.) | Nr. (St.) | Originaltitel                         | Erstausstrahlung D |
| ---------- | --------- | ------------------------------------- | ------------------ |
| 29         | 1         | Büffel auf Winterreise                | 18. Jan. 2015      |
| 30         | 2         | Wenn’s draußen eisig wird             | 1. Feb. 2015       |
| 31         | 3         | Maniküre für die Büffel               | 15. Feb. 2015      |
| 32         | 4         | Der Klapperstorch im Büffelland       | 22. Feb. 2015      |
| 33         | 5         | Miss Germany ist krank                | 15. März 2015      |
| 34         | 6         | Zwölf Wasserbüffel schnuppern Seeluft | 22. März 2015      |
| 35         | 7         | 300 Büffel beim Après-Ski             | 29. März 2015      |
| 36         | 8         | Babyboom im Büffelland                | 5. Apr. 2015       |
| 37         | 9         | Zickenalarm im Büffelland             | 19. Apr. 2015      |
| 38         | 10        | Vaterfreuden im Büffelland            | 26. Apr. 2015      |
| 39         | 11        | Schützenfest im Büffelland            | 3. Mai 2015        |
| 40         | 12        | Büffelärztin auf Tour                 | 10. Mai 2015       |
| 41         | 13        | Trixie und die Saatkartoffeln         | 17. Mai 2015       |
| 42         | 14        | Brot und Spiele im Büffelland         | 24. Mai 2015       |
| 43         | 15        | Büffelfans aus aller Welt             | 31. Mai 2015       |
| 44         | 16        | Milchstreik im Büffelland             | 7. Juni 2015       |
| 45         | 17        | Büffel im Sommerrausch                | 28. Juni 2015      |
| 46         | 18        | Die Hühner sind los!                  | 5. Juli 2015       |
| 47         | 19        | Kuh, Käse, Knete                      | 12. Juli 2015      |
| 48         | 20        | Ein Büffelkälbchen wird adoptiert     | 19. Juli 2015      |
| 49         | 21        | Abschied von den Heidschnucken        | 26. Juli 2015      |
| 50         | 22        | Tausche Büffel gegen Schildkröte      | 2. Aug. 2015       |

## Staffel 5
Die Ausstrahlung der fünften Staffel begann am 10. Januar 2016.
| Nr. (ges.) | Nr. (St.) | Originaltitel                       | Erstausstrahlung D |
| ---------- | --------- | ----------------------------------- | ------------------ |
| 51         | 1         | Ein Dreamteam packt an              | 10. Jan. 2016      |
| 52         | 2         | Ausflug ins Unbekannte              | 24. Jan. 2016      |
| 53         | 3         | Fulltime-Job Bauer                  | 31. Jan. 2016      |
| 54         | 4         | Elche im Büffelland                 | 14. Feb. 2016      |
| 55         | 5         | Abschied im Büffelland              | 21. Feb. 2016      |
| 56         | 6         | Geburtstagsparty auf dem Büffelhof  | 6. März 2016       |
| 57         | 7         | Büffeltausch im Schwabenland        | 27. März 2016      |
| 58         | 8         | Auf Reisen zu den Elchkälbern       | 3. Apr. 2016       |
| 59         | 9         | Drei Bauern auf Schwedentour        | 10. Apr. 2016      |
| 60         | 10        | Ein Mecklenburger als Gipfelstürmer | 17. Apr. 2016      |
| 61         | 11        | Ein Cowboy im Heimatfilm            | 24. Apr. 2016      |
| 62         | 12        | Abschied von Artur                  | 1. Mai 2016        |